# Даръл Ларсън
Даръл Ларсън (на английски: Darrell Larson) е американски актьор.
Ларсън е роден през 1950 г. в Трейси, Калифорния. Участва в над 40 филма, сред които „Два пъти в живота“ (1985).